# Bloedbad bij Shinwar
Het Bloedbad bij Shinwar was een incident waarbij minstens negentien Afghaanse burgers, onder wie een klein kind en drie oude mannen werd gedood door Amerikaanse mariniers in het district Shinwar van de provincie Nangarhar in het oosten van Afghanistan op 4 maart 2007. Minstens 33 burgers raakten gewond bij de schietpartij. Het incident versterkte de onvrede onder de Afghaanse bevolking over het optreden van het Amerikaanse leger na de Operatie Enduring Freedom.
De strijdkrachten van de Verenigde Staten voerden de komende twaalf jaar verschillende onderzoeken uit en de soldaten waren vrijgesproken van alle aanklachten. Alle soldaten kregen "Combat Action Ribbons"-onderscheidingen en één soldaat een "Purple Heart."

## Lezing Amerikaanse militairen
Een zelfmoordterrorist viel op 4 maart 2007 een konvooi aan van Amerikaanse mariniers, waarbij een marinier gewond raakte. Vervolgens zouden meerdere mariniers zijn beschoten. Deze aanval vond plaats nabij de hoofdweg zo'n 40 km ten oosten van Jalalabad. Volgens de militairen en een ooggetuige liet een bestuurder van een minibus zijn voertuig exploderen bij het inhalen van het konvooi Humvees. Volgens de militairen was het konvooi in een hinderlaag gelopen, waarbij van meerdere kanten zou zijn gevuurd.

## Lezing AIHRC
De lezing van de Amerikaanse militairen wordt betwist werd door getuigen en de AIHRC (Afghan Independent Human Rights Commission) die later een onderzoek instelde.
Volgens getuigen en de Afghan Independent Human Rights Commission reageerden de mariniers met excessief geweld op de aanval, door zonder enig onderscheid te vuren op burgers die over de drukke hoofdweg voorbijkwamen en waarbij oude mannen. vrouwen en kinderen werden gedood. Volgens Akhtyar Gul, een plaatselijke verslaggever die getuige was van de schietpartij, openden de mariniers het vuur met automatische wapens hoewel zij niet aangevallen werden.

## Maatregelen Amerikaanse legerleiding
Hoewel de toedracht nimmer opgehelderd is, nam de Amerikaanse legerleiding het besluit het gehele onderdeel uit Afghanistan terug te trekken en te vervangen door andere militairen. Tegen de betrokken commandanten is geen vervolging ingesteld. Col. John Nicholson zei dat hij zich "schaamde" en dat de gebeurtenis "een smet op onze eer" was.
In 2008 hebben de Marine Corps van de Verenigde Staten de troepen vrijgemaakt van eventuele vergrijpen.
In januari 2019 rapporteerde de Raad voor Correctie van Marine Records Marine Maj. Fred Galvin zou moeten worden gepromoveerd tot luitenant-kolonel en terugbetaald. De Raad vond dat Galvin "werd overvallen door een perfecte storm van giftige officieren", na de valse beschuldigingen van 2007. De raad meldde dat "de reactie van het konvooi onberispelijk was en geen fout vond ten opzichte van het gedrag en de prestaties van de mariniers. De enige misstap was het onvermogen of onwil van senior Amerikaanse leiders om adequaat te reageren op een vijandelijke informatieoperatie en door de troepen te blijven tot competent bewijs was verzameld."